# SMS Braunschweig
O SMS Braunschweig foi um couraçado pré-dreadnought operado inicialmente pela Marinha Imperial Alemã e depois também pela sucessora Marinha do Império. Foi a primeira embarcação da Classe Braunschweig, seguido pelo SMS Elsass, SMS Hessen, SMS Preussen e SMS Lothringen. Sua construção começou em outubro de 1901 nos estaleiros da Germaniawerft e foi lançado ao mar em dezembro do ano seguinte, sendo comissionado na frota alemã em outubro de 1904. Era armado com uma bateria principal composta por quatro canhões de 283 milímetros, tinha um deslocamento de mais de catorze mil toneladas e alcançava uma velocidade máxima de dezoito nós.
O Braunschweig serviu com a principal força da frota alemã durante seus primeiros anos de serviço. Neste período suas principais atividades consistiram exercícios e manobras de rotina, mais visitas diplomáticas para diversos portos estrangeiros. Ele foi descomissionado em 1913 por ser considerado obsoleto diante dos novos couraçados dreadnought, porém foi reativado logo no ano seguinte depois do início da Primeira Guerra Mundial. Operou como navio de defesa de costa no Mar do Norte na proteção do litoral alemão e também no Mar Báltico, participando em agosto de 1915 da Batalha do Golfo de Riga contra a Frota do Báltico russa, quando enfrentou o couraçado Slava.
Escassez de tripulações e ameaça de submarinos britânicos forçaram a Marinha Imperial a tirar o Braunschweig de serviço no final de 1915, com a embarcação passando o restante do conflito primeiro como um quartel-general flutuante, depois um navio-escola e por fim um alojamento flutuante. A guerra terminou em 1918 e o Tratado de Versalhes permitiu que os alemães mantivessem o Braunschweig, sendo modernizado entre 1921 e 1922. Depois disso serviu na nova Marinha do Império como a capitânia das forças no Mar do Norte, também realizando várias viagens internacionais. Foi descomissionado em janeiro de 1926 e mantido inativo até ser finalmente desmontado em 1931.